# Centro Esportivo do Pina
O Centro Esportivo do Pina (mais comumente conhecido como, Pina), é uma agremiação de futebol amadora brasileira da cidade do Recife, sediada no bairro homônimo na capital de Pernambuco. Foi fundado em 3 de março de 1934 e suas cores, presentes no escudo oficial, são o verde e preto. No Brasil, só há dois clubes federados com as cores verde e preto: o América Mineiro e o próprio Pina (vale ressaltar que o Tupy Sport Club, clube de futebol do Rio de Janeiro, também possui as as cores verde e preto. Contudo, encontra-se licenciado).
Tem como modalidade esportiva principal o futebol, com um dos clubes mais vencedores do futebol amador de Pernambuco. Seus títulos mais importantes conquistados no futebol amador são os Campeonatos Pernambucanos Amadores de 2017, 2018 e de 2021, os títulos da Segunda Divisão Amadora de 1973 e 1977 e os títulos da Terceira Divisão Amadora de 1983, 1985, 1990, 1992, 1993, 2002, 2003, 2006, 2008, 2009 e 2010.
O Pina, é a equipe pernambucana com o maior número de títulos amadores de abrangência estadual conquistados, obtendo a maioria das competições oficiais que disputou criadas no no estado, inicialmente pela Associação Suburbana de Desportos Terrestres (A.S.D.T.) e, a partir de 1942 após à absorção da Federação Pernambucana de Desportos (atual FPF). O Verde-negro possui 16 conquistas deste porte, com destaque maior para seus três títulos do Campeonato Pernambucano Amador: 2017, 2018 e 2021, sendo os dois últimos conquistados de forma invicta e com cem por cento de aproveitamento.

## História
A História do Centro Esportivo do Pina começa no dia 3 de março de 1934, quando o clube foi fundado após a dissidência da diretoria do Clube Esportivo Pina, clube este que já existia no bairro do Pina e que já havia participado dos campeonatos suburbanos e da Segunda Divisão, em 1925. Esses dirigentes foram: Francisco Marques, Bartolomeu de Figueiredo, Nestor Gonçalves Maia, Abelardo Brito Rio e Adalberto Oliveira Dantas. Em 1973, o clube se filiou a Federação Pernambucana de Futebol (FPF), e de cara, se sagrou campeão de forma invicta, o Campeonato Pernambucano Amador da Segunda Divisão ao bater o Universidade Católica. Quatro anos depois, o Centro Esportivo do Pina repetiu à dose, faturando o Bicampeonato ao bater o Bom Sucesso e terminando a competição com uma bela campanha.
Após a absorção da Associação Suburbana de Desportos Terrestres — (A.S.D.T.) em 1942 pela então FPD-PE (atualmente FPF) o clube entrou em um hiato de competições, onde esteve voltado apenas apara a realização de amistosos contra clubes suburbanos e os clubes amadores dos profissionais e também emprestando seu campo para outros clubes jogarem, o clube retornou as competições apenas na década de 1960 pelo Campeonato do Pina, onde o mesmo conseguiu o título no ano de 1965 de forma antecipada.
A partir da década de 1980, quando a segunda divisão amadora passou a ser a Terceira divisão amadora de Pernambuco, o Pina simplesmente deslanchou e conquistou muitos títulos. O Centro Esportivo do Pina promove em seu campo, campeonatos de futebol infantil, juvenil e veteranos, além de colaborar com a permanência da pelada dos Cansadinhos do Pina, que existe há mais de quarenta anos e é constituída de ex-jogadores de futebol profissional.

## Títulos
| Estaduais | Estaduais                                         | Estaduais | Estaduais                                                         |
|           | Competição                                        | Títulos   | Temporadas                                                        |
| --------- | ------------------------------------------------- | --------- | ----------------------------------------------------------------- |
|           | Campeonato Pernambucano Amador                    | 3         | 2017, 2018 e 2021                                                 |
|           | Campeonato Pernambucano Amador - Segunda Divisão  | 2         | 1973 e 1977                                                       |
|           | Campeonato Pernambucano Amador - Terceira Divisão | 11        | 1983, 1985, 1990, 1992, 1993, 2002, 2003, 2006, 2008, 2009 e 2010 |
| Regionais |                                                   |           |                                                                   |
|           | Competição                                        | Títulos   | Temporadas                                                        |
|           | Campeonato Pinaense                               | 1         | 1965                                                              |

 Campeão invicto
Outros títulos
 Categoria de Juniores: 
1984, 1985 e 2003

## Estatísticas

### Campanhas de destaque
| Sociedade Esportiva Palmeiras                     | Sociedade Esportiva Palmeiras                                          | Sociedade Esportiva Palmeiras | Sociedade Esportiva Palmeiras | Sociedade Esportiva Palmeiras |
| Torneio                                           | Campeão                                                                | Vice-campeão                  | Terceiro colocado             | Quarto colocado               |
| ------------------------------------------------- | ---------------------------------------------------------------------- | ----------------------------- | ----------------------------- | ----------------------------- |
| Campeonato Pernambucano Amador                    | 3 vezes (Última em 2021)                                               | —                             | —                             | —                             |
| Campeonato Pernambucano Amador - Segunda Divisão  | 2 (1973 e 1977)                                                        | —                             | —                             | —                             |
| Campeonato Pernambucano Amador - Terceira Divisão | 11 (1983, 1985, 1990, 1992, 1993, 2002, 2003, 2006, 2008, 2009 e 2010) | —                             | —                             | —                             |

### Participações
|  | Participações em 2021 |

| Competição | Competição                                        | Temporadas | Melhor campanha    | Estreia | Última | P | R |
| Pernambuco | Campeonato Pernambucano Amador                    | 3          | Campeão (3 vezes)  | 2017    | 2021   |   | – |
| Pernambuco | Campeonato Pernambucano Amador - Segunda Divisão  | 2          | Campeão (2 vezes)  | 1973    | 1977   |   |   |
| Pernambuco | Campeonato Pernambucano Amador - Terceira Divisão | 11         | Campeão (11 vezes) | 1983    | 2010   |   |   |

## Ídolos
Ao longo de sua história, o Pina sempre contou com grandes jogadores revelados que fizeram histórias no cenário nacional, jogando nos principais clubes do país e até mesmo na seleção. Dentre os mais conhecidos, estão na lista asseguir:
| - Leduar (Sport) - Siduca (Santa Cruz) - Moacir Xaxá (Tramways) - Rubens Pezão (Santa Cruz) - Ananias (Santa Cruz) - Erick (Sport, Náutico, Santos, CSA e América-PE) - Dema (América-PE, Red Bull Bragantino, Sport e Portugal) - Lia (América-PE, Santa Cruz e América de Natal) - Tadeu (América-PE, Náutico e CSA) - Maro Cumuju (Santa Cruz, Sport) - Talo (Sport) - Roberval (Remo) - Paulo Carneiro (América-PE, Sport e Central) - Paulo Silva (Flamengo-PI, Sport) - Marcos Chinês (Sport, Fluminense e Bahia) - Rooselvelt (Sport), - Breno (América-PE, Náutico) - Garrafa (Santa Cruz) - Joca da Luz (Santa Cruz) - Tando (Santa Cruz) | - Cidinho (Santa Cruz) - Fio Boleiro (América-PE) - Antônio Carlos – “Fio” (América-PE, Santa Cruz, Sport e Íbis) - Fabinho (Sport, Santo Amaro-PE) - Henriques(Santa Cruz, América-PE) - Jorge de Amadeu (FERROVIÁRIO, Sport) - Leto (Santa Cruz, Palmeiras, Náutico e Portugal) - Marcelinho (Santa Cruz, Portugal) - Adelson (Santa Cruz) - Bosco (América-PE) - Marcos Nequinho (América-PE) - Marcos Lateral (América-PE) - Pingo (Sport, Íbis) - Adé (América-PE) - Marcos Pulga (Flamengo-PI) - Bié(Flamengo-PI) - Thiago (Náutico) - Ricardo (Sport) - Ivo (Flamengo-PI) - Niltinho (Santa Cruz, Coritiba) |

Entre os jogadores mais conhecidos revelados pelo clube, dois deles tem maior destaque na seleção brasileira; o Ademir de Menezes — “O Queixada”, que foi o artilheiro da Copa do Mundo FIFA de 1950 e Vavá que foi bi-campeão mundial em 1958 e 1962, onde no qual saíram do Centro Esportivo do Pina direto para o Sport Club do Recife, e posteriormente Vasco, sendo que o Vavá foi jogador da base do América-PE.